# Pothyne semiaulaconotus
Pothyne semiaulaconotus är en skalbaggsart som beskrevs av Hayashi 1974. Pothyne semiaulaconotus ingår i släktet Pothyne och familjen långhorningar.
Artens utbredningsområde är Taiwan. Inga underarter finns listade i Catalogue of Life.